# Austin Clapp
Austin Rhone Clapp  (ur. 8 listopada 1910 w Farmington, zm. 22 grudnia 1971 w Woodside) – amerykański pływak i piłkarz wodny. Dwukrotny medalista olimpijski.
W 1928 roku startował w konkurencjach pływackich. Był członkiem zwycięskiej sztafety amerykańskiej (razem z nim płynęli: Walter Laufer, George Kojac i Johnny Weissmuller). Indywidualnie zajął piąte miejsce w wyścigu na 400 m kraulem, startował również na dystansie 1500 metrów. W 1932 był członkiem reprezentacji USA w piłce wodnej, zajęła ona trzecie miejsce. Był mistrzem NCAA w konkurencjach pływackich.